# Armée royale d'Oman
 (octobre 2022).
L'armée royale d'Oman est une branche des Forces armées omanaises créée en 1907. C'est l'armée de terre du Sultanat. Elle est principalement destinée à la protection des frontières et au respect de l'intégrité territoriale du pays.

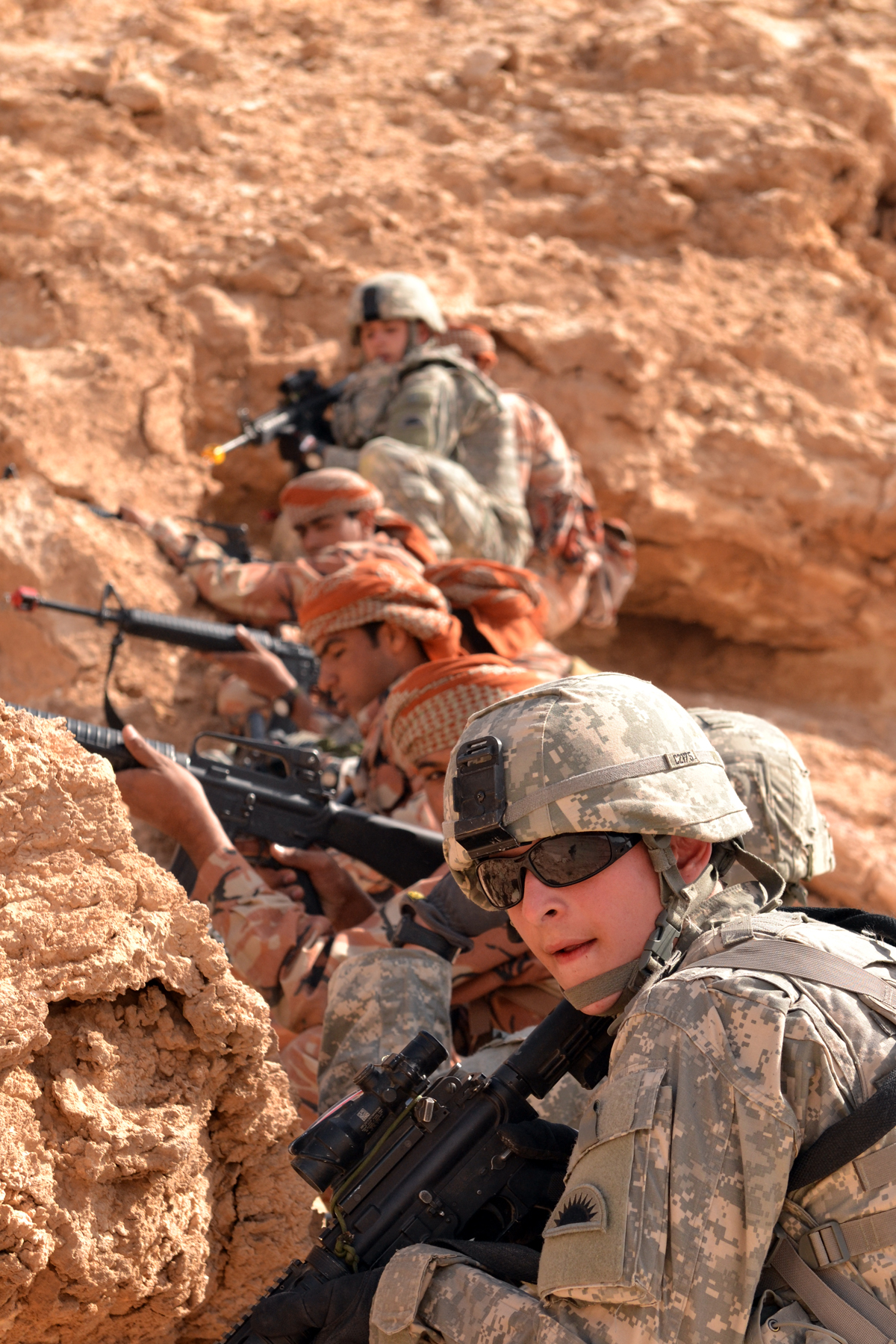
Exercice conjoint de l'Armée royale d'Oman avec la Garde nationale des États-Unis.

Elle effectue des manœuvres avec, entre autres, l'Inde, l'Arabie saoudite et le Royaume-Uni.

## L'histoire
L'histoire militaire d'Oman remonte au septième siècle, lorsque les troupes de la tribu des Alozd étaient suffisamment puissantes pour aider Abou Bakr As-Siddiq, compagnon du prophète Mahomet. Au début du XVIIe siècle, des forces locales étaient associées à la dynastie des Ya'ariba, qui a forcé l'expulsion des Portugais du pays en 1650. La dynastie des Ya'ariba est responsable de la plupart des sites fortifiés de l'actuel sultanat d'Oman, du Musandam au nord jusqu'à la province méridionale du Dhofar.
Les origines de l'armée royale d'Oman remontent officiellement à la formation de la garnison de Mascate en 1907, cette force de garnison locale a été développée et est devenue l'infanterie de Mascate en 1921. Un accord entre les gouvernements omanais et britannique en 1958 a conduit à la création des Forces armées du sultan (SAF) et à la création d'unités de l'armée omanaise formellement structurées. Dans le même temps, le Royaume-Uni s'est engagé à fournir une assistance directe au développement des SAF et de ses forces terrestres. Au cours des années 1960 et 1970, des unités de l'armée ont participé à la rébellion du Dhofar aux côtés d'unités britanniques et elle s'est appuyée sur des conseillers militaires britanniques intégrés au niveau de l'unité, qui ont participé aux combats aux côtés des unités dont ils faisaient partie. À la fin de la rébellion du Dhofar, l'armée omanaise est devenue un service indépendant connu sous le nom de Sultan of Oman Land Forces (forces terrestres du sultan d'Oman) en 1976. En 1990, le sultan Qaboos bin Said al Said a rebaptisé ses forces terrestres Armée royale d'Oman (RAO). La RAO effectue fréquemment des exercices avec les forces armées des autres pays du Conseil de coopération du Golfe et d'autres partenaires stratégiques en matière de défense, tels que les États-Unis et le Royaume-Uni.

## Équipement

### Armes légères
- Autriche Steyr AUG, fusil standard
- Allemagne HK MP5
- Inde fusil d'assaut INSAS
- Belgique Browning GP MK-2
- Allemagne Sig-Sauer P226
- États-Unis S&W .38 Safety Hammerless
- Allemagne HK MP7 A-1
- Royaume-Uni Sterling MK-IV
- Belgique FN MAG
- États-Unis Browning M2 HB
- États-Unis lance-grenades Colt M203
- États-Unis fusil d'assaut M16A2 M16A4 M16A1
- États-Unis M4
- États-Unis  PCMVMF
- États-Unis  Carbon -15
- Suisse SG-540
- Belgique \  Royaume-Uni FN FAL 50-00\Fusil Semi-Automatique L1A1
- Allemagne HK G3
- États-Unis Barrett M82
- Belgique M249 light machine gun
- États-Unis lance-grenades Colt M79

### Équipements lourds
Équipements lourds de l'armée de terre Omanaise ainsi que la garde royale en 2023
| Type                                    | Modèle                    | Origine             | Quantité en 2023 | Remarques      |
| --------------------------------------- | ------------------------- | ------------------- | ---------------- | -------------- |
| Véhicule de combat blindé               |                           |                     |                  |                |
| Char de combat principal                | Challenger 2              | Royaume-Uni         | 38               |                |
| Char de combat principal                | M60A1 M60A3               | États-Unis          | 6 73             |                |
| Char léger                              | FV101 Scorpion            | Royaume-Uni         | 37               |                |
| Chasseur de chars                       | Centauro MGS              | Italie              | 9                | Garde royale   |
| Chasseur de chars                       | VBC-90                    | France              | 9 (en stock)     |                |
| Véhicule de combat d'infanterie         | Pars III                  | Turquie             | 72               |                |
| Véhicule de combat d'infanterie         | VAB VCI                   | France              | 14               | Garde royale   |
| Véhicule blindé de transport de troupes | Typr-92                   | Chine               | 50               |                |
| Véhicule blindé de transport de troupes | FV4333                    | Royaume-Uni         | 10               |                |
| Véhicule blindé de transport de troupes | AT-105 Saxon              | Royaume-Uni         | 15               |                |
| Véhicule blindé de transport de troupes | Pars III 6x6 Pars III 8x8 | Turquie             | 27 47            |                |
| Véhicule blindé de transport de troupes | Mowag Piranha             | Suisse              | 175              |                |
| Véhicule utilitaire blindé              | FV-103 Spartan            | Royaume-Uni         | 6                |                |
| Véhicule utilitaire blindé              | FV-105 Sultan             | Royaume-Uni         | 13               |                |
| Véhicule utilitaire blindé              | VBL                       | France              | 124              |                |
| Véhicule du génie                       |                           |                     |                  |                |
| Véhicule du génie                       | Pars III                  | Turquie             | 14               |                |
| Véhicule de dépannage blindé            | Challenger ARV            | Royaume-Uni         | 4                |                |
| Véhicule de dépannage blindé            | M88A1                     | États-Unis          | 2                |                |
| Artillerie                              |                           |                     |                  |                |
| Obusier automoteur                      | G6 Rhino                  | Afrique du Sud      | 24               |                |
| Obusier                                 | L118                      | Royaume-Uni         | 42               |                |
| Obusier                                 | D-30                      | Union soviétique    | 30               |                |
| Obusier                                 | M-46                      | Union soviétique    | 12               |                |
| Obusier                                 | Type-59-I                 | Chine               | 12               |                |
| Obusier                                 | FH-70                     | Allemagne - Italie  | 12               |                |
| Mortier automoteur                      | VAMTAC - A3MS 81 mm       | Espagne             | N/C              |                |
| Mortier automoteur                      | M30 - 107 mm              | États-Unis          | 20               |                |
| Mortier automoteur                      | Pars III - 120 mm         | Turquie             | 12               |                |
| Mortier                                 | MO 120 RT - 120 mm        | France              | 12               |                |
| Mortier                                 | 81 mm                     | N/C                 | 69               |                |
| Lance roquettes multiple                | Type-90A (en)             | Chine               | 6                | Garde royale   |
| Défense aérienne                        |                           |                     |                  |                |
| MANPADS                                 | Mistral 2                 | France              | N/C              |                |
| MANPADS                                 | missile sol-air           | Royaume-Uni         | N/C              |                |
| MANPADS                                 | 9K32 Strela-2             | Union soviétique    | N/C              |                |
| Canon antiaérien                        | ZU-23-2                   | Union soviétique    | 4                |                |
| Canon antiaérien                        | GDF-005 - Skyguard        | Suisse - États-Unis | 10               |                |
| Canon antiaérien                        | L/60                      | Suède               | 12               |                |
| Missile anti aérien courte portée       | VAB VDAA                  | France              | 9                | Garde royale   |
| Missile anti aérien moyenne portée      | NASAMS                    | Norvège             | N/C              | Armée de l'air |

### Camion
- MAN
- ACMAT VLA 6x6
- ACMAT VLRA 4x4
- Land Rover 4x4

### Anti tanks
- BGM-71F 18 lanceurs\562 missiles.
- BGM-71A\C 26 lanceurs\220 missiles.
- FGM-148 Javelin 30 lanceurs\250 missiles
- Milan 32 à 50 lanceurs
- LAW 80
- RPG-7V

### Sol air
(janvier 2024).
Améliorez-le ou discutez des points à vérifier. 
- M-167A2 VADS 20 mm
- SHORAR radar system (2)
- Blindfire radar systems pour Rapier missiles (18)
- Cymbeline artillery location radar (3)
- Crotale
- Avenger (18)
- Rapier MK-2\ (5) lanceur\600 Rapier-1+ 800 Rapier-2 missiles.
- Mistral (54) lanceur\230 missiles.
- Blowpipe 200 missiles.
- SA-7 Grail (34)
- THAAD anti-missile system